# Diego Matías Rodríguez
Diego Matías Rodríguez (Buenos Aires, 25 giugno 1989) è un calciatore argentino, portiere dell'Argentinos Juniors.

## Carriera

### Club
Dal 2013 al 2016 ha disputato 121 incontri con l'Independiente siglando 9 reti, tutte su calcio di rigore.

### Nazionale
Nel 2009 ha partecipato al campionato sudamericano Under-20.